# Dale Carnegie
Dale Breckenridge Carnegie (24. listopadu 1888, Maryville, Missouri, USA – 1. listopadu 1955, New York) byl americký spisovatel.

## Životopis
Dale Carnegie se narodil v roce 1888 v Missouri v USA a vzdělání se mu dostalo ve Warrensberg State Teachers College. Nejdříve pracoval jako prodejce, potom se pokoušel stát hercem. Odcestoval do New Yorku, kde začal vést kurzy komunikace pro dospělé v YMCA. V roce 1912 se zrodil Dale Carnegie Course. Dale Carnegie byl ve své době význačný lektor a vyhledávaný poradce světových vůdčích osobností.[zdroj?] Psal novinové články a měl svůj vlastní rozhlasový pořad.
Své rodné příjmení Carnegey v roce 1919 změnil na Carnegie a využil tak veřejné známosti magnáta Andrewa Carnegieho.
Je autorem několika bestsellerů, např. Jak získávat přátele a působit na lidi a Jak se zbavit starostí a začít žít a Jak mluvit a působit na druhé při obchodním jednání. Bylo vydáno více než 50 milionů výtisků knih Dale Carnegieho ve 38 jazycích.
Založil společnost Dale Carnegie Training, která má své zastoupení ve více než 90 zemích světa, mj. také v ČR, a pracuje pro ni přes tři tisíce certifikovaných trenérů. Systém kurzů Dale Carnegie Training je vyvíjen již od roku 1912. V současné době společnost nabízí kurzy v 25 jazycích a služby využívají jednotlivci i společnosti.

## Kritika
Carnegieho názory byly kritizovány již jeho současníky, kteří poukazovali na jeho naivní účelový optimismus a bigotnost. Některé názory jsou kritizovány i v současnosti. Např. psychoterapeut Günter Scheich se domnívá, že šťastný život je vždy naplňující život, ve kterém se všechny problémy nedají řešit motivací. Každé jednání obsahuje šance, ale i rizika. Carnegieho pozitivní myšlení vede k ignorování rizik. U nekritických lidí to dokonce může vést ke ztrátě kontaktu s realitou.

## Dílo
- Jak získávat přátele a působit na lidi. Pavel Dobrovský - BETA, Praha, ISBN.
- Jak získávat přátele a působit na lidi ve věku digitálních technologií. Pavel Dobrovský - BETA, Praha, ISBN.
- Jak dovést sebe i druhé k vrcholným výkonům. Pavel Dobrovský - BETA, Praha, ISBN.
- Pět nejdůležitějších dovedností při jednání s lidmi. Pavel Dobrovský - BETA, Praha, ISBN.
- Jak se stát úspěšnou vůdčí osobností a efektivně se rozhodovat. PRÁH, Praha, ISBN.
- Jak překonat starosti a stres. Pavel Dobrovský - PRÁH, Praha, ISBN.
- Jak správně myslet, jednat a mluvit. PRÁH, Praha, ISBN.
- Jak rozvíjet vztahy s lidmi, působit na ně a získat jejich důvěru. PRÁH, Praha, ISBN.
- Jak se zbavit starostí a začít žít. Pavel Dobrovský - BETA, Praha, ISBN.
- Vstaň a mluv. Pavel Dobrovský - BETA, Praha, ISBN.
- Jak prodat více a stát se skutečným profesionálem. Talpress, 1995, Praha, ISBN.
- Jak se radovat ze života a z práce. Talpress, Praha, ISBN.
- Public Speaking and Influencing Men In Business. Association Press
- How to Win Friends and Influence People. A self-help book about interpersonal relations, dt.: Wie man Freunde gewinnt. Die Kunst, beliebt und einflussreich zu werden. Scherz-Verlag, ISBN 3-502-15109-1.
- Wie man Freunde gewinnt. Die Kunst, beliebt und einflussreich zu werden. Hörbuch gelesen von Till Hagen und Stefan Kaminski, Argon Verlag, Berlin, ISBN 978-3-86610-496-9
- How to Stop Worrying and Start Living. A self-help book about stress management, dt.: Sorge dich nicht, lebe! Die Kunst, zu einem von Ängsten und Aufregungen befreiten Leben zu finden. Scherz-Verlag, ISBN 3-502-15107-5.
- Sorge dich nicht, lebe! Die Kunst, zu einem von Ängsten und Aufregungen befreiten Leben zu finden. Hörbuch gelesen von Till Hagen und Stefan Kaminski, Argon Verlag, Berlin, ISBN 978-3-86610-277-4
- Lincoln the Unknown. A biography of Abraham Lincoln, Dale Carnegie & Associates, Inc.
- The Quick and Easy Way to Effective Speaking, dt.: Besser miteinander reden. Scherz Verlag, 1969, ISBN 3-596-50689-1.
- The Leader In You. How to Win Friends, Influence People, and Succeed in a Changing World, dt: Freu dich des Lebens! Die Kunst, beliebt, erfolgreich und glücklich zu werden, Bertelsmann.